# Cymbopetalum torulosum
Cymbopetalum torulosum är en kirimojaväxtart som beskrevs av George Edward Schatz. Cymbopetalum torulosum ingår i släktet Cymbopetalum, och familjen kirimojaväxter. IUCN kategoriserar arten globalt som sårbar. Inga underarter finns listade i Catalogue of Life.